# 欧洲同步辐射装置
欧洲同步辐射装置（英語：European Synchrotron Radiation Facility，简称ESRF）是位于法国格勒诺布尔的一个联合研究机构，由22个国家支持（13个成员国：法国、德国、意大利、英国、西班牙、瑞士、比利时、荷兰、丹麦、芬兰、挪威、瑞典、俄罗斯；以及9个联系国：奥地利、葡萄牙、以色列、波兰、捷克、匈牙利、斯洛伐克、印度、南非）。
每年约有8000名科学家到此参观，进行多达2000项实验，发表约1800篇科学论文。